# 内閣連帯責任
内閣連帯責任(ないかくれんたいせきにん、英:Cabinet collective responsibility)とは、議院内閣制における憲法上の慣例であり、ウェストミンスター・システムを採用する政府の基盤となっている。

内閣のメンバーは、たとえ個人的には同意していなくても、内閣でなされたすべての政府の決定を公的に支持しなければならない。この支持には、議会で政府案に投票することが含まれる。この慣例は、19 世紀にイギリスで形成された。共産主義を中心とする一部の政党は、同様の民主集中制の慣例を中央委員会に適用している。
内閣のメンバーが内閣の決定に公然と異議を唱えたい場合は、内閣の職を辞任する義務がある。
内閣連帯責任は、議会で不信任決議が可決された場合、内閣は連帯して責任を負っており、したがって内閣は総辞職するという事実と関連している。その結果、新しい政権が樹立されるか、議会が解散されて総選挙が実施される。内閣連帯責任は、大臣が各省庁の運営に責任を負い、したがってその省庁の過失に対して責任を負うと規定する個別大臣責任とは異なる。

## 概要
内閣連帯責任は、首相が閣僚の任命に責任を負う議会制政府の伝統である。通常、立法に関して内閣全体としての意思決定を迅速かつ円滑にするために、閣僚は首相と同じ政党から選出される（連立政権の場合は、連立を組む政党からも選出されることが多い）。米国で採用されているような大統領制とは異なり、議院内閣制においては行政府と立法府が融合している。このように行政府と立法府の間で権力の融合があることで、首相は内閣が常に政策決定を支持することを信頼できる。内閣連帯責任に違反があった場合、例えば閣僚が行政府の決定に公然と反対した場合、辞任または内閣からの解任となる。内閣連帯責任の一つの側面は、大臣たちが主要な政府決定、特に内閣が下した決定に対して責任を共有し、たとえ個人的にはそのような決定に反対であるとしても、大臣はそれを受け入れて擁護するか、さもなくば内閣から辞任する用意がなければならないということである。
内閣連帯責任は、主に次の二つの特徴で構成される：
内閣の機密性内閣のメンバーは、行われた議論の内容を漏らしてはならない。これにより、内閣のメンバーは非公開で議論したり懸念を表明したりすることができる。
内閣の結束性内閣のメンバーは、公的には統一された立場を示さなければならず、たとえ個人的には決定に同意しないとしても、政府案に賛成票を投じなければならない。
ニュージーランドでは、2005年から2008年まで、ウィンストン・ピーターズとピーター・ダンは、彼らの所属政党が連立政権の一部とはみなされていなかったにもかかわらず、内閣の外の大臣とされていたが、そのように内閣の外に大臣を任命したとしても、内閣連帯責任が回避されるものではない 。
米国のような議院内閣制をとらない政府では、内閣連帯責任は正式には実施されていない。これは、政策立案において行政府と立法府がより明確に分離されているためである。米国大統領の内閣の閣僚たちは議会の議員を兼務することはできないため、行政府が支持する法案に対して立法府(議会)の中で投票できる立場ではない。その代わり、大統領は議会で可決された法案に対して拒否権を持っている。内閣の結束性とメンバー間の集団的合意は、内閣の安定性と政党政治にとって重要であるが、内閣のメンバーは大統領が提案・支持する法案を公に支持する義務はない。しかし、大統領はいつでも閣僚を解任したり、別の役職に任命したりできるため、閣僚は大統領の意に沿う限りにおいて職務を遂行できるので、閣僚にとっては大統領の政策を支持し、それに沿うことが最大の利益となる。